# Richard Lieber
Richard Lieber, né le 5 septembre 1869 à Düsseldorf, Allemagne, et mort le 15 avril 1944 à McCormick's Creek, Indiana, est un homme d'affaires germano-américain qui est devenu le père du système des parcs d'État de l'Indiana. À sa mort, il pourrait être considéré comme le porte-parole le plus puissant des États-Unis pour la conservation des ressources naturelles. 

## Jeunesse
Lieber est né dans un milieu privilégié à Düsseldorf, en Allemagne, en 1869. Enfant, il est instruit à la maison du fait d'une maladie consécutive à une blessure à la poitrine. Il a fréquemment des problèmes à cause de sa liberté d'esprit. Il passe du temps à Londres, en Angleterre, après avoir obtenu son diplôme d'études secondaires, car ses parents souhaitent qu'il apprenne la langue anglaise. Pendant son séjour, il passe une grande partie de son temps à visiter divers musées et lieux historiques. Après son séjour à Londres, alors que deux de ses oncles paternels vivent à Indianapolis, il décide de se rendre dans l'État de Hoosier en 1891, ceci avec la bénédiction de ses parents : ils craignent qu'il n'embrasse les tendances du socialisme à Londres après un voyage de Noël à Düsseldorf. Son premier emploi en Amérique est de travailler comme reporter pour l'Indiana Tribune. Il épouse finalement Emma Rappaport, la fille du propriétaire. Après la vente du journal, il lance sa propre entreprise personnelle. Aimant la liberté qu'il ressentait en Amérique, il abandonne sa citoyenneté allemande.
C'est après une visite du parc national de Yosemite en 1900 qu'il devient un partisan de la conservation. Cette visite se suit d'une tournée de six semaines dans les montagnes Rocheuses de l'Idaho et du Montana. Il va en tant que délégué à une conférence de la Maison-Blanche sur la conservation, tenue par Theodore Roosevelt. Après avoir rencontré Roosevelt, il commence une série d'articles promouvant la conservation de la nature. Indianapolis étant le site du quatrième Congrès national de la conservation, avec Lieber comme président, il se conforte dans son statut de figure majeure de la conservation. C'est là que Lieber rencontre Woodrow Wilson, et à partir de là, ils forment un partenariat pour la conservation de la nature aux États-Unis. 

## Début des parcs d'État

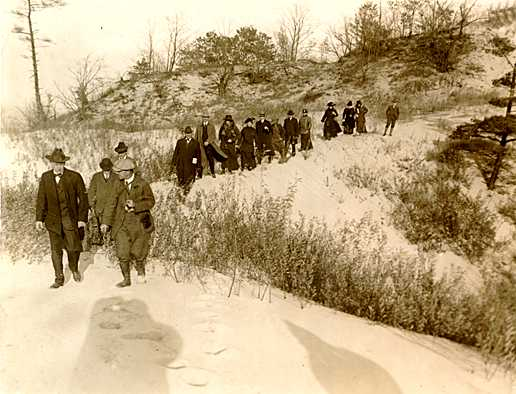
Lieber (avant droit) avec le directeur du NPS Stephen Mather dans ce qui allait devenir le parc d'État d'Indiana Dunes en 1916.

Avec le centenaire de l'État d'Indiana en 1916, Lieber pense que l'Indiana a besoin de ses propres parcs d'État, comme plusieurs autres États. Il encourage le gouverneur de l'Indiana, Samuel M. Ralston, à créer le Comité des parcs d'État, avec Lieber comme président. Avec son comité de vingt hommes, il commence à acquérir des parcs. Il y parvient avec les parcs McCormick's Creek et Turkey Run, tous deux ouverts le 11 décembre 1916, sans aucun financement public (l'Indianapolis Motor Speedway étant un donateur privé majeur). En 1917, au début de la participation officielle des États-Unis à la Première Guerre mondiale, il reçoit les postes de secrétaire du Conseil des forêts, de directeur du Comité des parcs d'État de l'Indiana et de secrétaire militaire du gouverneur, et devient colonel ; il serait à jamais appelé « colonel Lieber ». Ces nominations de 1917 sont toutes effectuées par le gouverneur James P. Goodrich. Ce ne sont pas des décisions faciles pour le gouverneur, car la Première Guerre mondiale alimente le sentiment anti-allemand dans l'Indiana, Lieber n'était pas seulement allemand, mais ayant aussi trois frères colonels dans l'armée allemande. 
Lieber convainc Goodrich, le nouveau gouverneur et ami proche, de créer un département de la conservation pour réunir tous les différents groupes étatiques impliqués dans diverses causes naturelles ; le département est empêché de se former par la législature démocrate en 1917, mais la nouvelle républicaine de 1919 le créée. En tant que président de la Commission de conservation jusqu'en 1933, il voit la création de dix parcs d'État et de cinq mémoriaux d'État. Peu d'argent de l'État a été utilisé ; Lieber a le don de persuader des particuliers à obtenir de l'argent pour acquérir des terrains. La fréquentation des parcs d'État de l'Indiana passe à 623 000 en 1932, contre 33 000 en 1919. En 1934, malgré le manque de personnes et de richesse par rapport aux autres États, il est classé comme l'un des trois meilleurs systèmes de parcs d'État par le National Park Service. 
Lieber est de plus en plus sollicité pour participer aux efforts nationaux. Le système de parcs de l'Indiana, grâce à lui, est devenu un modèle pour le reste des États-Unis. En 1921, Lieber et Stephen Mather ont organisé le premier rassemblement national des travailleurs des parcs d'État, qui s'est réuni à Turkey Run. 
Bien que républicain, la politique n'a jamais été une préoccupation urgente pour lui ; il refuse plusieurs fois des offres d'emploi à Washington D.C.. Mais en 1933, le nouveau gouverneur démocrate, Paul V. McNutt, décide de dissoudre la Commission de la conservation et rétrograde effectivement Lieber au poste de directeur de la Division des parcs d'État et des terres et des eaux ; Lieber démissionne en réponse le 15 juillet 1933. Il servirait de conseiller auprès de différentes sections du National Park Service et dirige la Conférence nationale sur les parcs d'État.
Lieber décède en 1944 alors qu'il séjournait au McCormick's Creek's Canyon Inn. Ses cendres, ainsi que celles de sa femme Emma, sont enterrées dans son bien-aimé parc national de Turkey Run. 

## Héritage
Lieber a souligné qu'il était important de facturer des frais d'entrée pour les parcs d'État, car cela incitait ses utilisateurs à les valoriser davantage. Pour augmenter encore plus l'autonomie des parcs, il a fait construire des auberges dans divers parcs d'État. Ces deux idées étaient révolutionnaires pour l'époque. En 1942, les parcs sont devenus économiquement autonomes. Une nouvelle approche consistait également à s'assurer que chaque parc avait un « programme d'orientation de la nature ». 
Une citation de Lieber résume ses convictions : « Nos parcs et nos réserves ne sont pas de simples lieux de pique-nique, ce sont de riches magasins de souvenirs et de rêveries. Ils sont des guides et des conseils pour les esprits fatigués et chancelants. Ils sont porteurs de contes merveilleux pour celui qui écoutera ; une consolation pour les personnes âgées et une inspiration pour les jeunes. ». 
Il a écrit un livre intitulé America's natural richesses: A story of the use and abuse of our resources in 1942, avec plusieurs de ses discours également publiés. Sa veuve écrira un petit livre de presse à son sujet en 1947. 